# Arte sin fronteras por la Paz
Arte sin fronteras por la paz es una asociación cultural sin ánimo de lucro, enfocada en temas de paz, el medio ambiente, la contaminación, los niños, las víctimas del conflicto colombiano y el arte entre otros. 

## Origen
Nace por iniciativa de diferentes artistas en la ciudad de Neiva Huila, Colombia, avalado por el Centro Información Naciones Unidas en sus siglas CINU, y apoyado por la Secretaría de Cultura Municipal de Neiva, Secretaría de cultura y turismo del Huila. Ha realizado importantes alianzas con las fundaciones culturales como LUKANA, MAI Internacional, Artistas por el Mundo, de Colombia, Organización Mundial de Artistas Integrados - OMAI - de México,  Asociación Cultural Aires de Córdoba de España Miniarte Internacional de Brasil, y proyectos como "Basura limpia", "La Paz es el Camino Colombia" entre otros.

## Reseña histórica
El proyecto cultural surgió del gestor cultural César Augusto Rincón González y se materializó el 13 de septiembre de 2017 en el primer “Festival Internacional Arte sin Fronteras por la Paz de Colombia” con una muestra en el Museo de Arte Contemporáneo del Huila - MACH -, ubicado en el edificio del Centro Cultural y de Convenciones José Eustasio Rivera. 
En el acto de inauguración se reunieron artistas de países de México, Perú, Venezuela, Nicaragua, entre otros, con propuestas variadas como pintura, escultura, fotografía, acuarela, grabado, performance, instalaciones entre otras expresiones artísticas que finalizó con la presentación de obras de 165 artistas de 33 países.
Además se fusionó una presentación de pintura y dibujo de aproximadamente 350 niños, entre ellos infantes de zonas vulnerables, diferentes colegios de Neiva, estudiantes del Aula Tecnológica de niños ciegos y sordomudos de la Biblioteca Departamental Olegario Rivera.
El apoyo de artistas, niños y autoridades culturales participantes en el festival se hizo evidente a través de diferentes medios como videos publicados en YouTube, entrevistas y otros, donde dejaron claro su respaldo a la convocatoria del arte sin fronteras por la paz que en esta oportunidad es por Colombia.

### Asociación cultural
En 2022 se convirtió en asociación cultural luego de cumplir los requisitos legales en Cámara de Comercio y la Unidad Administrativa Especial Nacional –DIAN- identificándose con el NIT 901555361-4, sigla de identificación a entidades con personería jurídica en Colombia.

## Objetivos
- Presentar una exposición internacional en el Museo de Arte Contemporáneo del Huila cuyo eje temático es el apoyo a la paz donde los artistas plásticos de trayectoria, emergentes y niños expresaran desde su punto de vista su opinión al proceso de paz que vive el país colombiano.[17]

- Incentivar a la niñez en las expresiones artísticas, especialmente dibujo y pintura, para luego presentar sus obras junto a la de artistas mayores.
- Involucrar en los procesos terapéuticos del arte a los niños, especialmente aquellos recientes de zonas vulnerables afectados por los desplazamientos forzosos originados por el conflicto armado en Colombia.
- Presentar a los niños el arte como alternativa de vida, sanación y medio de expresar sus emociones.

- Sembrar en los niños la semilla de la paz.
- Visibilizar las víctimas sin importar distingo alguno.
- Recaudar fondos a través de las obras vendidas para las víctimas de la policía y el ejército nacional.
- Buscar la integración de los artistas locales, nacionales y extranjeros.
- Democratizar la participación de los artistas populares en espacios generalmente vedados para ellos.
- Desde 2017 la asociación se ha propuesto como objetivo diversas actividades con otras ONG.

## Actos culturales
Diversos actos culturales desde la creación se han realizado bajo su dirección, apoyo o alianza en países como Argentina, Brasil, Colombia, España y México. Algunos de estos eventos:
- 2017 - "Primer festival internacional de arte sin fronteras por la Paz de Colombia", exposición internacional. Durante la apertura de la exposición se presentó el libro “Arte sin Fronteras por la Paz” donde se hace registro de las obras participantes y reseñas biográficas de sus autores. La publicación hace homenaje a dieciséis artistas, además se deja registro de las menciones de honor para otros participantes teniendo en cuenta su compromiso por la paz.[18][19][20] El libro es auspiciado por la Secretaría de Cultura Municipal de Neiva.[21]

- 2018 - "Colores del mundo", exposición colectiva, a través de la Asociación Cultural Aires de Córdoba en España.[22]

- 2018 - "El Arte Te CompArte", exposición colectiva de fotografía y ayuda social, Buenos Aires - Argentina.

- 2018 - "Pensamiento y reflexión", Casa de la cultura de México, Bogotá - Colombia.[23]

- 2018 - "Colectiva MACH 2018", Colectiva de arte español, Museo de arte contemporáneo del Huila, Neiva - Colombia.

- 2018 - "32º del International Miniart Exchange", Projeto miniarte internacional, Secretaría de Cultura, Porto Alegre - Brasil.

- 2018 - "I, II, III y IV Encuentro de ayuda por los niños", Arte sin fronteras por la Paz, Neuquén - Argentina.

- 2018 - "Primer festival internacional de fotografía", Colectiva, Museo de arte contemporáneo del Huila, Neiva - Colombia.[24][25]

- 2018 - "Fiesta y tradición viva del día de muertos", Exposición internacional de fotografía, Galería de arte Frida Kahlo, Culiacán – México.

- 2018 - "Costumbres, Identidad & Paz", Exposición internacional pintura, escultura y fotografía, Universidad Surcolombiana, Neiva – Colombia.
- 2019 - "Birding Art", Muestra de pintura y fotografía, Universidad Surcolombiana USCO, Neiva – Colombia.
- 2019 - "Miniarte Internacional Enigma", Centro Cultural Municipio Gramado - Brasil.
- 2019 - "Segundo Festival internacional de artes sin fronteras por la Paz de Colombia", Centro de la cultura Héctor Polanía Sánchez, Pitalito - Colombia.
- 2020 - "Mosaico internacional del arte armemos la Paz". Es un gran mural que reúne más de ciento veinte obras de artistas con trayectoria, emergentes y piezas seleccionadas realizadas por niños. La estructura del mosaico está formada como rompecabezas sobre módulos de madera de 84 × 84 cm. Cada uno de los módulos está compuesto de cuatro obras (pinturas o fotografías) de 40 × 40 cm o una sola pieza de 80 × 80 cm; este sistema facilita su transporte para ser itenerado en diferentes ciudades donde se adicionan piezas de los artistas locales. La presentación del proyecto se realizó en el Museo de arte contemporáneo del Huila el 11 de febrero de 2020, y la inauguración el 3 de marzo de 2020 en la Universidad Surcolombiana de Neiva. La itinerancia programada para llevar el mosaico a otras ciudades de Colombia y el mundo, quedó suspendida por las medidas restrictivas ocasionadas por la pandemia del Covid-19.
- 2020 - "Inauguración de Museo", Ernesto Ríos Rocha CDMX, México.
- 2020 - "Exposición inauguración Virtual Museum Cambass", New York, Estados Unidos.
- 2020 - "III Festival internacional de Arte sin fronteras por la paz", Versión digital - Pandemia -. Participaron 80 artistas con trayectoria y 50 niños de 15 países. Se destacaron las obras de infantes y jóvenes en condición de discapacidad como los estudiantes invidentes del proyecto artístico y terapéutico  "A qué huele el arte de María" labor liderada por el artista Leonid Baldovino Galvis de Sincelejo Sucre Colombia.
- 2021 - "Renacimiento Pandémico I", Residencial Cumbres, Cancún - Quintana Roo, México.[26]
- 2021 - "Renacimiento Pandémico II", Galery OMAI, Ciudad de México, México.[27]
- 2021 - "Los artistas pintan la Tierra de Promisión", Museo de Arte Contemporáneo del Huila, Centro Cultural y de Convenciones José Eustasio Rivera Neiva - Colombia.[28][29][30]
- 2021 - Exposición Itinerante de pintura y fotografía "Los artistas pintan la Tierra de Promisión"; presentada en la Casa de la cultura "El Molino" en Garzón, Gallery Gualu en Pitalito, Casa de la Cultura "Constantino Tello Ordóñez" en La Plata, Centro de convenciones de Campoalegre, Restaurante y casa cultural D’Oliva  en Neiva y Casa del Huila en Bogotá.
- 2021 - "Semana deportiva y cultural", Exposición de pintura y fotografía en la Universidad Navarra de Neiva, Colombia.
- 2022 - "Violencia, medio ambiente e identidad", Universidad Surcolombiana –USCO-, realizada con la participación de artistas nacionales e internacionales, estudiantes universitarios, niños y jóvenes de diversos planteles de educación primaria y secundaria, inaugurada el 20 de abril en la ciudad de Neiva – Colombia.[31]
- 2022 - Exposición itinerante "Violencia, medio ambiente e identidad", en homenaje póstumo al pintor Ángel María Fernández, Universidad Navarra sede Neiva - Huila, Colombia.
- 2022 - "Arte y medio ambiente", Universidad Cooperativa de Colombia, Neiva Colombia.[32]
- 2022 - "Identidad cultural", Biblioteca Departamental Olegario Rivera, realizada en el bloque cultural, Secretaría de cultura departamental, Centro Cultural y de Convenciones José Eustasio Rivera de Neiva - Huila, Colombia.[33]
- 2022 - "Mosaico más grande de la historia" es un proyecto cultural internacional, de inclusión, sin ánimo de lucro, e iniciado en Colombia y México. La obra construida como un rompecabezas y creada por participantes de 27 países será instalada el 6 de diciembre de 2022 en la ciudad de Mocorito en México. El objetivo es concientizar y visibilizar el tema de la paz y el medioambiente La convocatoria lanzada el 27 de abril de 2022, se realizó con entidades del sector privado-público con apoyo de y coordinadores de 27. En cada país se lanzó convocatoria interna e independiente para integrar participación masiva de niños y artistas adultos en torno a la creación de la obra que pretende ser certificada por el Libro Guinness de los récords.[34][35][36][37][38]

## Sedes
- Argentina
- Colombia
- Venezuela
- México
- España
- Brasil
- Estados Unidos
- Cuba
- Ecuador
- Perú